# Hendricks (Virginia Occidentale)
Hendricks è un comune degli Stati Uniti d'America, situato nello Stato della Virginia Occidentale, nella Contea di Tucker.